# Estádio Cezário Balbino de Freitas
Estádio 19 de Outubro – stadion piłkarski, w Rio Verde de Mato Grosso, Mato Grosso do Sul, Brazylia, na którym swoje mecze rozgrywa klub Rio Verde Esporte Clube.